# Kleinkastell Henchir Rjijila

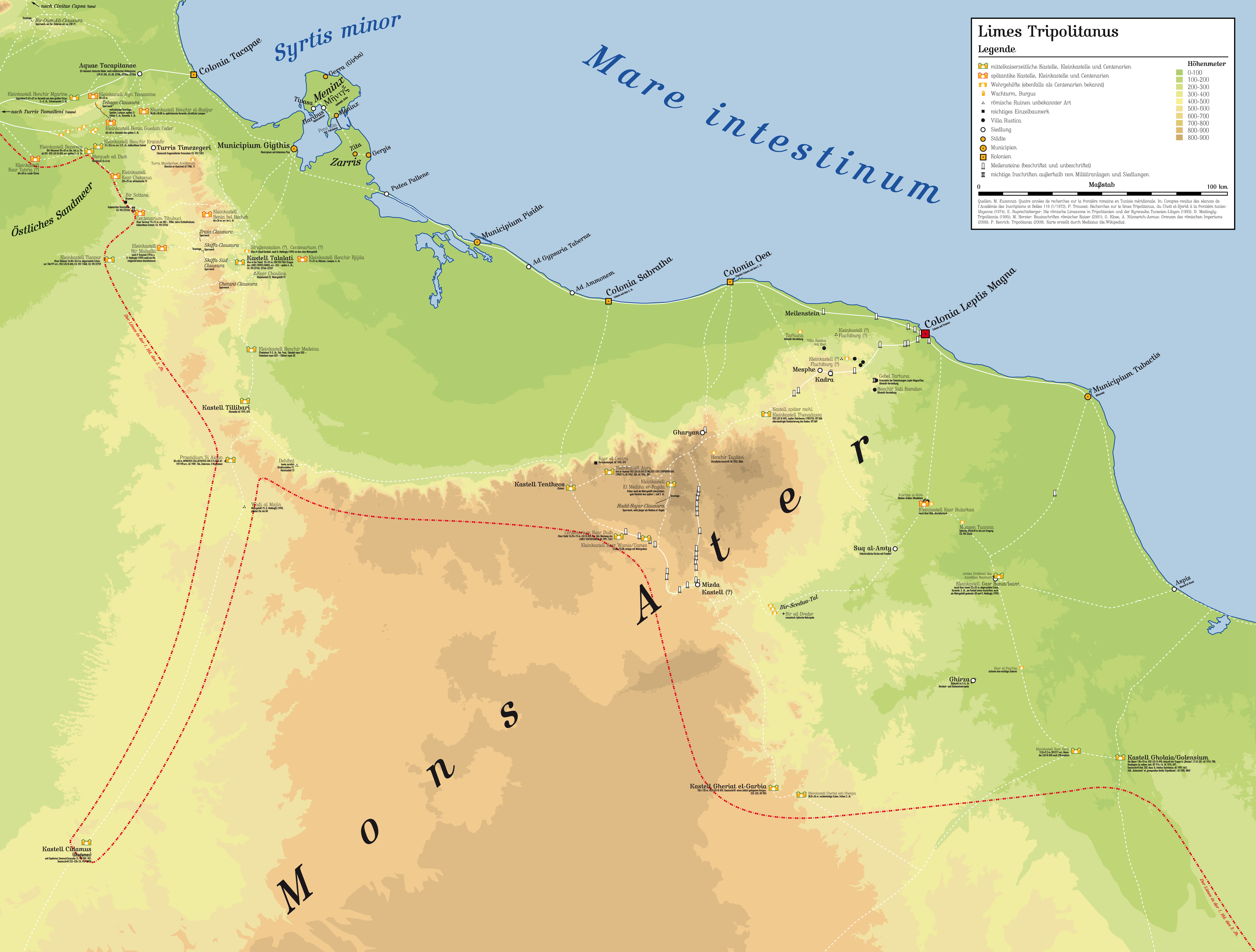
Der Limes Tripolitanus mit dem Kleinkastell

Das Kleinkastell Henchir Rjijila, auch als Henschir Rjijila oder Rgigila bekannt, ist ein kleines spätrömisches Militärlager, das für Sicherungs- und Überwachungsaufgaben am rückwärtigen Limes Tripolitanus, einem tiefgestaffelten System von Kastellen und Militärposten, in der römischen Provinz Tripolitania zuständig war. Die Anlage befindet sich auf dem Djebel Rjijila, einem Berg am westlichen Aufstieg zu den Höhenzügen des Hochlandes von Dahar in Südtunesien, Gouvernement Tataouine.

## Lage
Die Römer errichteten das Kleinkastell östlich von Tatahouine auf einer rund 50 Meter über dem Wadi Fessi, einem der bedeutenderen Wadis in Südtunesien, gelegenen schichtkammartigen Hochebene, die den Eingang zum Djebel Dahar bildet. An dieser strategisch gut gewählten Stelle war ein fast unbegrenzter Blick über die weite Ebene des Wadis Fessi gewährleistet. Lediglich nach Süden ist die Aussicht durch einen kleinen, dort ansteigenden Zeugenberg stark eingeschränkt. Die Besatzung konnte von ihrer Befestigung aus alle Bewegungen kontrollieren, die von den durch Sperrwerke geschützten Pässen der Gebirgsgruppe des Djebel Demmer, über die Jurahauptstufe des Dahar in die flach zur Küste hin einfallende fruchtbare Djeffara-Ebene erfolgten. Das Wadi Ghomrassen durchbricht westlich des Kleinkastells bei Ghomrassen in einer Schlucht die Jurastufe des Dahar, mündet in das Wadi Fessi das wiederum über die weite Ebene in Richtung Osten verläuft.

## Forschungsgeschichte
Die verschiedenen, am Djebel Rjijila gelegenen Baureste wurden erstmals von dem französischen Artillerieleutnant Henri Lecoy de La Marche erkannt. Am Fuße des kleinen, nordwestlich orientierten Zeugenbergs, der einen Grat bildet, fand er nördlich und westlich noch etliche Gebäudereste. Unter diesen stach dem Offizier besonders ein großes Bauwerk mit rechteckigen Strukturen ins Auge, das einen Innenhof besaß, in dem in islamischer Zeit Gräber angelegt worden waren. Am 6. März 1894 führte er eine kleinere Ausgrabung an diesem Wehrbau durch. Lecoy de La Marche bemerkte, dass dieses Gebäude „mächtige Mauern“ besaß, die immer noch aufrecht standen. Er konnte bei seinen Grabungen, die er am 12. März 1894 abschloss, jedoch keinen Eingang feststellen. Unterhalb des Berggrats fand Lecoy de La Marche vier Bruchstücke eines antiken Säulenschafts, die 0,75 Meter durchmaßen. Er nahm daher an, dass diese Säule von der Spitze des Berges herabgerollt war. Aus diesem Grund glaubte er in den Bauresten, die sich auf dem höchsten Punkt des Zeugenbergs befanden, ebenfalls römische Ruinen zu erkennen. Der französische Archäologe Pol Trousset, erklärte nach einer Begehung des Djebel Rjijila im Jahr 1974, dass es keinerlei Hinweis darauf gäbe, die unmittelbar auf dem Plateau des Zeugenbergs gelegenen Ruinen als römisch anzusprechen. Im Jahr 1909 schlug der französische Major Raymond Donau (1862–1930) ein Programm für künftige Grabungen in Südtunesien vor, wobei er unter anderem auch eine umfangreiche Ausgrabung am Rjijila als notwendig ansah, die jedoch bis heute nicht stattfand.

## Baugeschichte

### Umwehrung und Innenbebauung
Nach Meinung des britischen Archäologen David Mattingly könnte es sich bei diesem Kleinkastell um einen Außenposten des Kastells Talalati handeln. Die fast quadratische Anlage wurde in der spätantiken Bauart eines Quadriburgus (Vier[türme]burg) errichtet. Sie umfasst ohne die weit aus der Umfassungsmauer hervorkragenden Wehrtürme 17  beziehungsweise 18 × 21 Meter (= 0,04 Hektar). Werden die rechteckigen Türme dazugerechnet, besitzt die Fortifikation einen Umfang von 32 × 26 Metern. Die vier Ecken der Umfassungsmauer sind ebenso von je einem Turm bewehrt wie möglicherweise auch die vier Flanken. Damit besaß das Bauwerk mindestens sieben Wehrtürme, denn an der westlichen Wehrmauer könnte laut Trousset anstelle eines Turms auch der Eingang bestanden haben. Hier befindet sich auch eine natürliche Esplanade. Lecoy de La Marche glaubte, dass der gesuchte Eingang in den verstürzten Trümmern an der Ostseite zu suchen sei. Das Bruchsteinmauerwerk der Umfassungsmauer ist aus dem anstehenden Sandstein gesetzt, wobei die Kanten der Ecktürme verstärkt sind, da sie aus wesentlich größeren Ecksteinen gemauert wurden. Mit etwas kleineren Werksteinen derselben Art sind zumindest an der Nord- und Ostseite auch die mittleren Partien der Türme bestückt. Trousset fand im Inneren des Quadriburgus einige Bogensteine und das Fragment einer Säulentrommel, doch konnte er keine Spuren einer dazugehörigen Konstruktion mehr erkennen, da die römischen Strukturen des Innenraums nach der islamischen Eroberung des Maghreb durch die Grabeinbauten zerstört worden waren.

### Zeitliche Einordnung

Plan des Quadriburgus Gasr Bularkan nach der bauhistorischen Aufnahme durch Richard Goodchild

Am Djebel Rjijila hat sich bisher keine Inschrift gefunden, jedoch kamen einige wenige kleine spätrömische Münzen und Lampenfragmente des vierten Jahrhunderts n. Chr. aus dem Boden. Zu den untersuchten Keramikproben gehörten gewöhnliche Ware und Sigillaten des spätantiken nordafrikanischen Typs Chiara D, die noch zu Beginn des 5. Jahrhunderts hergestellt wurden. Diese Scherben las Trousset um das Castellum herum sowie nördlich in den Gebäuderesten auf. Zu diesen Funden gehörte auch das Fragment einer mit Palmen verzierten Öllampe des vierten Jahrhunderts n. Chr.  Lecoy de la Marche erwähnt bei den von ihm aufgelesenen Münzen ein Stück aus der Regierungszeit des britischen Königs Georg III. (1760–1801). Ein weiteres Stück glaubte er der Regierungszeit des oströmischen Kaisers Konstantin IV. (668–685) zuordnen zu können. Dem widersprach Trousset, da laut seiner Analyse die von Lecoy de la Marche antik datierten Münzen nicht so alt sein konnten. Trousset machte in Zusammenhang mit der Datierung und dem flächenmäßig klein dimensionierten Henchir Rjijila darauf aufmerksam, dass das Kleinkastell Gasr Bularkan in Libyen ein ähnlicher Bau mit herauskragenden Wachtürmen ist, wobei Henchir Rjijila noch kleiner als der Gasr Bularkan (0,05 Hektar) ausfällt.

### Spätere Nachnutzung
Im Innenhof des Kleinkastells wurde ein Mausoleum für die muslimische Heilige Lalla Rjijila errichtet, um das herum später noch viele weitere Gräber angelegt wurden.